# Parafia św. Kaspra del Bufalo w Częstochowie
Parafia Świętego Kaspra del Bufalo w Częstochowie – rzymskokatolicka parafia położona w dekanacie Częstochowa – Podwyższenia Krzyża Świętego, archidiecezji częstochowskiej w Polsce, erygowana w 1998 i prowadzona przez Zgromadzenie Misjonarzy Krwi Chrystusa.

## Historia
Parafię erygował 29 listopada 1998 r. arcybiskup Stanisław Nowak wydzielając jej terytorium z parafii św. Franciszka z Asyżu i Podwyższenia Krzyża Świętego. Duszpastersko-administracyjna troska nad nowo powstałą wspólnotą została powierzona Misjonarzom Krwi Chrystusa. Pierwszym proboszczem i organizatorem parafii został ks. Wenfried Wertmer. Funkcje kościoła parafialnego pełniła domowa kaplica Zgromadzenia w Domu Misyjnym św. Wawrzyńca. Arcybiskup S. Nowak ustanowił tu 21 października 1999 r. Sanktuarium Krwi Chrystusa intronizując w kaplicy Matki i Królowej Przenajdroższej Krwi relikwie przywiezione przez Siostry Przenajdroższej Krwi Chrystusa z Schellenbergu (Księstwo Liechtenstein). Jest to odrobina ziemi z Golgoty nasiąknięta Krwią Chrystusa. Przechowywana jest w Domu Misyjnym św. Wawrzyńca, gdzie swoją siedzibę ma również Prowincjalat i nowicjat Zgromadzenia Misjonarzy Krwi Chrystusa.
W 2000 r. wybudowano siedem stacji tzw. „Drogi Krwi Chrystusa”. Jest to siedem momentów przelania Krwi Zbawiciela: podczas obrzezania, modlitwy w Ogrojcu, biczowania, cierniem koronowania, na drodze krzyżowej, przy ukrzyżowaniu i przy otwarciu boku włócznią.
Wiosną 2002 r. rozpoczęto budowę kościoła parafialnego.
Na dziedzińcu parafii w lipcu 2006 r. posadzono drzewko wyhodowane z żołędzia najstarszego w Polsce dębu „Chrobry”, który w kwietniu 2004 r. poświęcił Jan Paweł II.

## Proboszczowie
Źródło: strona parafii
- ks. Winfried Wermter CPPS (1998–2000)
- ks. Bogusław Witkowski CPPS (2000–2008)
- ks. Sebastian Grzegorz Pięta CPPS (2008–2016)
- ks. Łukasz Tarnowski CPPS (od lipca 2016)

## Galeria

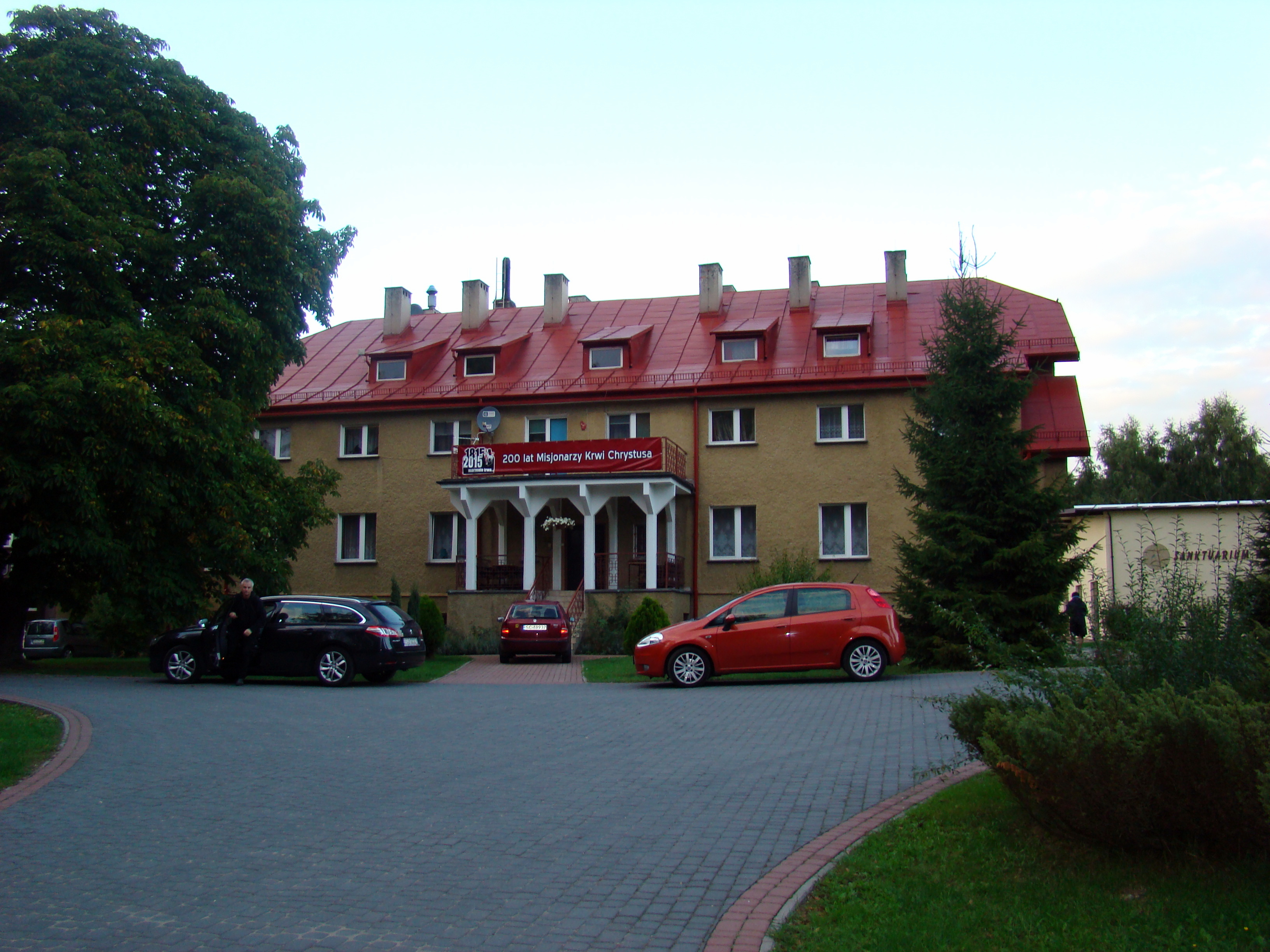
Dom Misyjny św. Wawrzyńca
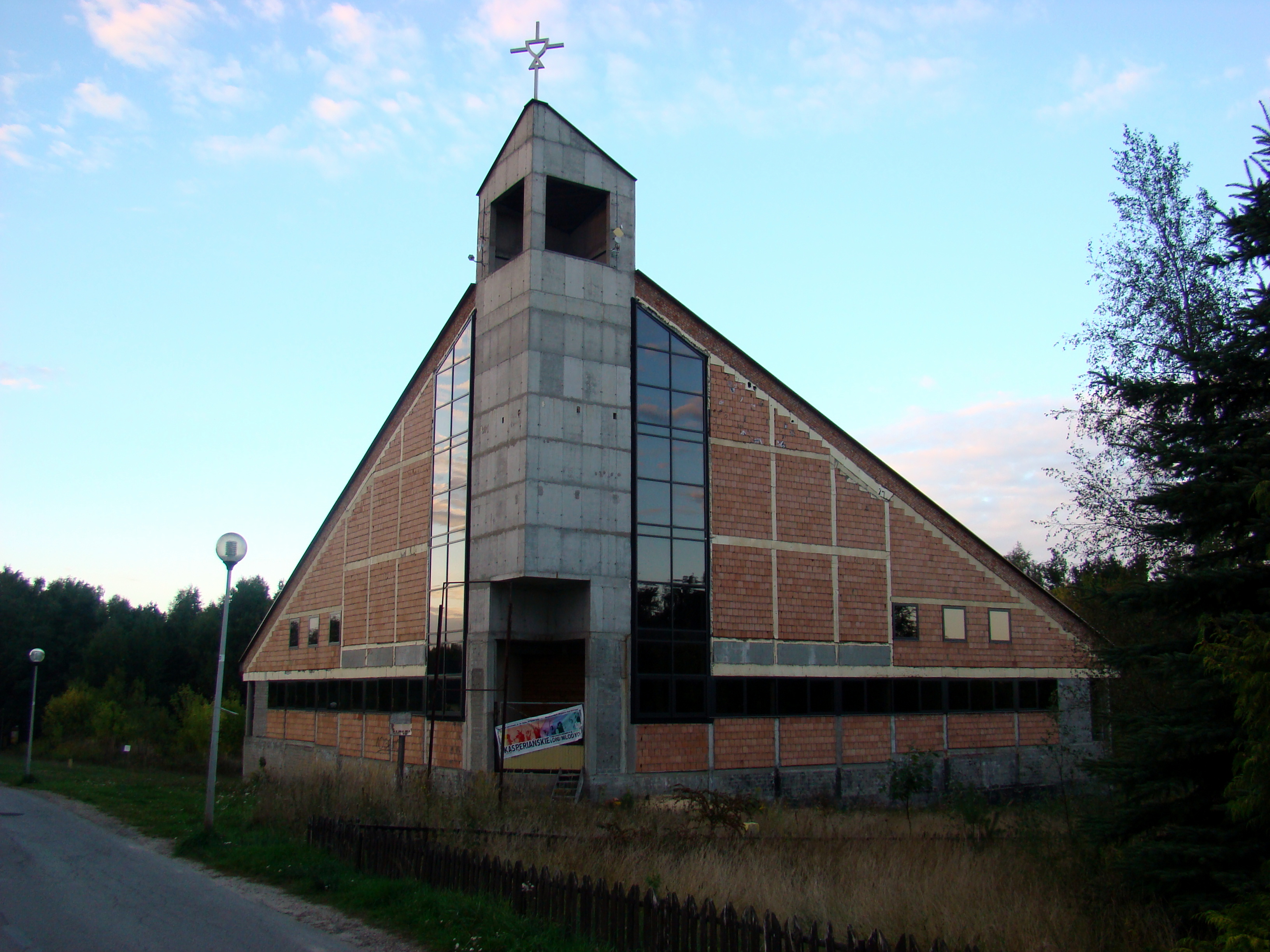
Nowy kościół